# Чемпіонат Азії з боротьби 2011
Чемпіонат Азії з боротьби 2011 пройшов з 19 — 22 травня 2011 року в Ташкенті, Узбекистан, у спортивному комплексі Юнусабад.
На чемпіонаті проводилися змагання з вільної та греко-римської боротьби серед чоловіків і вільної боротьби серед жінок.
Було розіграно двадцять один комплект нагород — по сім у вільній, греко-римській та жіночій боротьбі. Бронзові нагороди вручалися обом спортсменам, що виграли втішні сутички.

## Країни учасники
У змаганнях взяли участь 234 спортсмени, що представляли 21 збірну команду.
| - В'єтнам (8) - Йорданія (3) - Індія (19) - Ірак (9) - Іран (14) - Казахстан (21) - Катар (2) | - Киргизстан (20) - КНР (21) - Китайський Тайбей (5) - Монголія (14) - ОАЕ (1) - Південна Корея (17) - Північна Корея (11) | - Сирія (7) - Таджикистан (14) - Таїланд (3) - Туркменістан (2) - Узбекистан (20) - Філіппіни (2) - Японія (21) |

## Загальній медальній залік
| Місце               | Країна              | Золото | Срібло | Бронза | Загалом |
| ------------------- | ------------------- | ------ | ------ | ------ | ------- |
| 1                   | Іран                | 5      | 4      | 2      | 11      |
| 2                   | Узбекистан          | 4      | 2      | 4      | 10      |
| 3                   | Японія              | 4      | 1      | 3      | 8       |
| 4                   | Казахстан           | 3      | 1      | 5      | 9       |
| 5                   | КНР                 | 2      | 5      | 2      | 9       |
| 6                   | Північна Корея      | 2      | 1      | 4      | 7       |
| 7                   | Киргизстан          | 1      | 0      | 4      | 5       |
| 8                   | Монголія            | 0      | 3      | 8      | 11      |
| 9                   | Південна Корея      | 0      | 3      | 4      | 7       |
| 10                  | Індія               | 0      | 1      | 2      | 3       |
| 11                  | В'єтнам             | 0      | 0      | 2      | 2       |
| 12                  | Ірак                | 0      | 0      | 1      | 1       |
| 12                  | Йорданія            | 0      | 0      | 1      | 1       |
| Загалом (13 збірні) | Загалом (13 збірні) | 21     | 21     | 42     | 84      |

## Рейтинг команд
| Місце в рейтингу | Вільна боротьба (чоловіки) | Вільна боротьба (чоловіки) | Греко-римська боротьба (чоловіки) | Греко-римська боротьба (чоловіки) | Вільна боротьба (жінки) | Вільна боротьба (жінки) |
| Місце в рейтингу | Команда                    | Балі                       | Команда                           | Балі                              | Команда                 | Балі                    |
| ---------------- | -------------------------- | -------------------------- | --------------------------------- | --------------------------------- | ----------------------- | ----------------------- |
| 1                | Узбекистан                 | 51                         | Іран                              | 65                                | Японія                  | 62                      |
| 2                | Іран                       | 49                         | Узбекистан                        | 50                                | КНР                     | 56                      |
| 3                | Монголія                   | 48                         | Південна Корея                    | 49                                | Монголія                | 55                      |
| 4                | Казахстан                  | 43                         | Киргизстан                        | 45                                | Казахстан               | 42                      |
| 5                | Північна Корея             | 34                         | Казахстан                         | 43                                | Північна Корея          | 33                      |
| 6                | КНР                        | 34                         | КНР                               | 38                                | Киргизстан              | 28                      |
| 7                | Південна Корея             | 29                         | Японія                            | 27                                | Індія                   | 27                      |
| 8                | Киргизстан                 | 29                         | Індія                             | 23                                | В'єтнам                 | 26                      |
| 9                | Японія                     | 27                         | Йорданія                          | 14                                | Узбекистан              | 15                      |
| 10               | Індія                      | 23                         | Ірак                              | 10                                | Південна Корея          | 14                      |

## Медалісти

### Чоловіки

#### Вільна боротьба
| Категорія | Золото            | Срібло           | Бронза                  |
| до 55 кг  | Ян Кьон Іл        | Ясухіро Інаба    | Лі Во Чу                |
| до 55 кг  | Ян Кьон Іл        | Ясухіро Інаба    | Рауль Аваре             |
| до 60 кг  | Даурен Жумагазієв | Мостафа Агаджані | Бацайхани Немехбаяр     |
| до 60 кг  | Даурен Жумагазієв | Мостафа Агаджані | Лі Чон Мьон             |
| до 66 кг  | Ян Чун Сон        | Іхтійор Наврузов | Батчулуни Анхбаяр       |
| до 66 кг  | Ян Чун Сон        | Іхтійор Наврузов | Іннокентій Іннокентьєв  |
| до 74 кг  | Рашид Курбанов    | Чжан Чоньяо      | Лі Юн Сок               |
| до 74 кг  | Рашид Курбанов    | Чжан Чоньяо      | Пуревжавин Онорбат      |
| до 84 кг  | Ехсан Аміні       | Канат Бердієв    | Айбек Усупов            |
| до 84 кг  | Ехсан Аміні       | Канат Бердієв    | Заурбек Сохієв          |
| до 96 кг  | Курбан Курбанов   | Ерфан Амірі      | Нацагсюренгійн Золбоо   |
| до 96 кг  | Курбан Курбанов   | Ерфан Амірі      | Даулет Шабанбай         |
| до 120 кг | Артур Таймазов    | Комейл Гасемі    | Ден Чживей              |
| до 120 кг | Артур Таймазов    | Комейл Гасемі    | Жаргалсайхани Чулуунбат |

#### Греко-римська боротьба
| Категорія | Золото             | Срібло            | Бронза              |
| до 55 кг  | Арсен Ералієв      | Ільдар Хафізов    | Мохсен Хаджипур     |
| до 55 кг  | Арсен Ералієв      | Ільдар Хафізов    | Лі Чон Пек          |
| до 60 кг  | Алмат Кебіспаєв    | Аніл Кумар Бхарія | Абдолмохаммад Папі  |
| до 60 кг  | Алмат Кебіспаєв    | Аніл Кумар Бхарія | Дільшод Аріпов      |
| до 66 кг  | Алі Мохаммаді      | Кім Мін Чул       | Бейбіт Нугманов     |
| до 66 кг  | Алі Мохаммаді      | Кім Мін Чул       | Хіроюкі Сімідзу     |
| до 74 кг  | Мохсен Гасемі      | Кім Джин Хьок     | Асхат Дільмухамедов |
| до 74 кг  | Мохсен Гасемі      | Кім Джин Хьок     | Азізбек Муродов     |
| до 84 кг  | Давуд Ахбарі       | Чо Хе Чхоль       | Дуань Нін           |
| до 84 кг  | Давуд Ахбарі       | Чо Хе Чхоль       | Рустам Султонов     |
| до 96 кг  | Євген Ачкасов      | Давуд Гільнейранг | Ан Чан Гун          |
| до 96 кг  | Євген Ачкасов      | Давуд Гільнейранг | Яхія Абу-Табех      |
| до 120 кг | Башир Бабаджанзаде | Мен Цян           | Алі Надім           |
| до 120 кг | Башир Бабаджанзаде | Мен Цян           | Мурат Рамонов       |

### Жінки

#### Вільна боротьба
| Категорія | Золото          | Срібло                 | Бронза                |
| до 48 кг  | Сунь Янань      | Цогтбазарин Енхжаргал  | Со Сим Х'ян           |
| до 48 кг  | Сунь Янань      | Цогтбазарин Енхжаргал  | Міхрнісо Нурматова    |
| до 51 кг  | Чжао Шаша       | Даваасухійн Отгонцецег | Хан Ким Ок            |
| до 51 кг  | Чжао Шаша       | Даваасухійн Отгонцецег | Хікарі Сугавара       |
| до 55 кг  | Тікако Мацукава | Ян Чень                | Чо Чон Бок            |
| до 55 кг  | Тікако Мацукава | Ян Чень                | Аїм Абдільдіна        |
| до 59 кг  | Такако Сайто    | Лю Гуй                 | Сухегійн Церенчимед   |
| до 59 кг  | Такако Сайто    | Лю Гуй                 | Дуонг Тхі Лан         |
| до 63 кг  | Каорі Ітьо      | Кім Ран Мі             | Луонг Тхі Куен        |
| до 63 кг  | Каорі Ітьо      | Кім Ран Мі             | Шархугійн Туменцерсег |
| до 67 кг  | Йосіко Іноуе    | Церендорджийн Баярзаяа | Тетяна Захарова       |
| до 67 кг  | Йосіко Іноуе    | Церендорджийн Баярзаяа | Навйот Каур           |
| до 72 кг  | Гюзель Манюрова | Ван Цзяо               | Кьоко Хамаґуті        |
| до 72 кг  | Гюзель Манюрова | Ван Цзяо               | Бадрахин Одончимег    |